# Cophura sculleni
Cophura sculleni är en tvåvingeart som beskrevs av Wilcox 1937. Cophura sculleni ingår i släktet Cophura och familjen rovflugor. Inga underarter finns listade i Catalogue of Life.